# Vladimir Kravcov
Vladimir Nikolajevič Kravcov, sovjetski rokometaš, * 19. oktober 1949, † 4. december 1999.
Leta 1976 je na poletnih olimpijskih igrah v Montrealu v sestavi sovjetske rokometne reprezentance osvojil zlato olimpijsko medaljo in na naslednjih igrah še srebrno olimpijsko medaljo.